# クラフォード賞
クラフォード賞（クラフォードしょう、Crafoordpriset）は、ホルガー・クラフォード（人工腎臓の発明者）及び、彼の妻アンナ＝グレタ・クラフォードによって1980年に設立された賞である。
選考はスウェーデン王立科学アカデミーが行っており、ノーベル賞が扱わない科学領域を補完する目的がある。分野は、天文学と数学、地球科学、生物科学（環境や進化の分野）である。
財源を出資した資産家が関節炎に苦しんでいた経緯から、関節炎の研究で進歩をもたらした研究は、特に賞の対象になることがある。実際に2000年以降では、4年に1度程度の頻度で関節炎に関する研究者が表彰されている。
毎年、1つの分野に授賞される。賞金は50万USドルであり、受賞者が研究資金を得ることによって研究の更なる進歩を促進するように意図されている。

## 受賞者の一覧
- 1982年（数学） -  ウラジーミル・アーノルド、ルイス・ニーレンバーグ
- 1983年（地球科学） -  エドワード・ローレンツ、ヘンリー・ストンメル
- 1984年（生物科学） -  ダニエル・ハント・ジャンセン
- 1985年（天文学） -  ライマン・スピッツァー Jr.
- 1986年（地球科学） -  クロード・アレグル、ジェラルド・ワッサーバーグ
- 1987年（生物科学） -  ユージン・オダム(Eugene P. Odum)、ハワード・オダム(Howard T. Odum)
- 1988年（数学） -  ピエール・ルネ・ドリーニュ、アレクサンドル・グロタンディーク
- 1989年（地球科学） -  ジェームズ・ヴァン・アレン
- 1990年（生物科学） -  ポール・R・エーリック、エドワード・オズボーン・ウィルソン
- 1991年（天文学） -  アラン・サンデージ
- 1992年（地球科学） -  アドルフ・ザイラッハー (Adolf Seilacher)
- 1993年（生物科学） -  シーモア・ベンザー、ウィリアム・ドナルド・ハミルトン
- 1994年（数学） -  サイモン・ドナルドソン、シン＝トゥン・ヤウ
- 1995年（地球科学） -  ウィリ・ダンスガード(Willi Dansgaard)、ニコラス・シャックルトン
- 1996年（生物科学） -  ロバート・メイ
- 1997年（天文学） -  フレッド・ホイル、エドウィン・サルピーター
- 1998年（地球科学） -  ドン・アンダーソン(Don L. Anderson)、アダム・ジウォンスキー(Adam M. Dziewonski)
- 1999年（生物科学） -  ジョン・メイナード＝スミス、エルンスト・マイヤー、ジョージ・クリストファー・ウィリアムズ
- 2000年（関節炎） -  ラヴィンダー・メイニー(Ravinder N. Maini)、マーク・フェルドマン
- 2001年（数学） -  アラン・コンヌ
- 2002年（地球科学） -  ダン・マッケンジー
- 2003年（生物科学） -  カール・ウーズ
- 2004年（関節炎） -  ユージン・ブッチャー(Eugene C. Butcher)、ティモシー・シュプリンガー(Timothy A. Springer)
- 2005年（天文学） -  ジェームズ・E・ガン、ジェームズ・ピーブルス、マーティン・リース
- 2006年（地球科学） -  ウォーレス・ブロッカー
- 2007年（生物科学） -  ロバート・トリヴァース
- 2008年（数学） -  マキシム・コンツェビッチ、エドワード・ウィッテン
- 2008年（天文学） -  ラシード・スニャーエフ
- 2009年（関節炎） -  岸本忠三、平野俊夫、チャールズ・ディナレロ
- 2010年（地球科学） -  ウォルター・ムンク
- 2011年（生物科学） -  イルッカ・ハンスキ(Ilkka Hanski)
- 2012年（天文学） -  ラインハルト・ゲンツェル、アンドレア・ゲズ
- 2012年（数学） -  テレンス・タオ、ジャン・ブルガン
- 2013年（関節炎） -  ピーター・グレガーセン（Peter K. Gregersen）、  ラーシュ・クラレシュコグ（Lars Klareskog）、Robert J. Winchester
- 2014年（地球科学） - ピーター・モルナー(Peter Molnar)
- 2015年（生物科学） -  リチャード・レウォンティン(Richard Lewontin)、太田朋子
- 2016年（天文学） -  ロイ・カー、ロジャー・ブランドフォード(en:Roger Blandford)
- 2016年（数学） -  ヤコフ・エリアシュベルグ
- 2017年（関節炎） -  坂口志文、フレッド・ラムズデル（Fred Ramsdell）　、アレクサンダー・ルデンスキー（Alexander Rudensky）
- 2018年（地球科学） -  真鍋淑郎、スーザン・ソロモン
- 2019年（生物科学） -  サリー・キスホルム(Sallie W. Chisholm）
- 2020年（天文学） -  ユージン・ニューマン・パーカー
- 2020年（数学） -  エンリコ・ボンビエリ
- 2021年（関節炎） -  ダニエル・ケストナー(Daniel L. Kastner）
- 2022年（地球科学） -  アンドリュー・クノール(Andrew H. Knoll）
- 2023年（生物科学） -  ドルフ・シュルーター（Dolph Schluter）
- 2024年（天文学） -  ダグラス・ゴフ（Douglas Gough）、ヨルゲン・クリステンセン＝ダルスゴーア（Jørgen Christensen-Dalsgaard）、コニー・アーツ（Conny Aerts）
- 2024年（数学） -  クレール・ヴォワザン
- 2025年（関節炎） -  クリストファー・グッドナウ(Christopher Goodnow）、David Nemazee